# Wikipedia în română
Wikipedia în limba română (abreviată uneori „ro.wp”) este versiunea în limba română a Wikipediei și a fost editată pentru prima dată pe 12 iulie 2003. La 1 iulie 2025, ora 15:34 (ora României), pe ro.wp există 514.914 de articole scrise și 700.769 de utilizatori înregistrați.

## Istoric
Versiunile inițiale ale paginii principale și ale primelor articole au fost scrise pe 12 iulie 2003. În 15 iulie Bogdan Stăncescu (cu numele de utilizator Gutza) a primit statutul de administrator și a început să traducă interfața din limba engleză. Tot el a făcut primele eforturi de atragere a contribuitorilor, adresându-se prin e-mail mai multor universități și Academiei Române. Aceste demersuri au fost curând remarcate de presă și au avut ca urmare publicarea unor articole de prezentare a Wikipediei.
Referitor la începuturile Wikipediei în limba română, Bogdan Stăncescu a declarat:
Pe mine m-a încântat conceptul pe care l-am descoperit la Wikipedia în engleză și i-am întrebat pe cei de acolo cum aș putea să ajut la cultivarea site-ului în română. Am și acum răspunsul în arhiva de mailuri: «Oh, you just want to be a sysop? Done!» («Tot ce vrei este să fii un sysop? S-a făcut!»). Așa că m-am apucat de treabă. Am tradus toată interfața — neașteptat de mult de lucru și tot au scăpat niște greșeli pe care mi le-au semnalat contribuitorii mai târziu — și m-am pus pe scris articole care să dea o formă și o direcție site-ului.

Logotip al Wikipediei în limba română, afișat la atingerea pragului de 500.000 de articole.

Utilizatorii care au contribuit la scrierea primelor articole: 
- Chuck SMITH/12 iulie 2003
- 66.67.59.55/14 iulie 2003
- Gebeleizis /14 iulie 2003
- Gutza /15 iulie 2003
- Bogdan Giusca /16 iulie 2003
- Florin~rowiki /25 iulie 2003
- 193.231.116.73 /4 august 2003
- Mihai /14 august 2003
- Scv /21 august 2003
- Vladd /21 august 2003
- 81.196.13.20 /22 august 2003
- 203.109.249.138 /25 august 2003
- 194.102.173.2 /7 septembrie 2003
- Addicted2base /20 septembrie 2003
- 67.60.27.122 /21 septembrie 2003
- Ronline /22 septembrie 2003
- Bogdan /26 septembrie 2003
- 213.164.241.16 /2 octombrie 2003
- Timbot (Gutza) /3 octombrie 2003
- 193.230.240.14 /4 noiembrie 2003
- Danutz /15 noiembrie 2003
- 138.243.201.1 /14 martie 2004

La sfârșitul anului 2003 Wikipedia în limba română avea deja peste 3.000 de articole și ocupa astfel locul 16 în clasamentul edițiilor Wikipediei. Proiectul s-a dezvoltat în continuare ajungând la 10.000 de articole la 13 decembrie 2004, 50.000 de articole la 5 ianuarie 2007, depășind 100.000 de articole la data de 11 ianuarie 2008. În prezent există aproximativ 515000 de articole la Wikipedia în limba română și circa 701000 de utilizatori înregistrați.

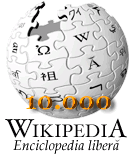
Logotip al Wikipediei în limba română, afișat la atingerea pragului de 10.000 de articole.

De-a lungul existenței sale Wikipedia în limba română s-a aflat în fața mai multor probleme. Astfel, crearea automată a unei serii de proiecte în alte limbi, pe baza standardelor internaționale, a dus printre altele la apariția unei Wikipedii în limba moldovenească, urmare a faptului că această limbă avea în standardul ISO 639 codurile mo și mol, separate de limba română. Acest proiect permitea inițial scrierea articolelor atât în alfabetul latin cât și în cel chirilic (forma moldovenească de dinainte de 1989), dar ca urmare a numărului foarte redus de articole funcționa în mare măsură ca un portal cu trimiteri spre Wikipedia în limba română. După numeroase și aprinse discuții proiectul a fost în cele din urmă înghețat în anul 2006, pe baza faptului că limba moldovenească și limba română sunt identice și că nu s-au găsit vorbitori nativi ai acestei limbi care să dorească să contribuie în alfabetul chirilic.
În anul 2010 Wikipedia în limba română a trecut la utilizarea semnelor diacritice corecte din limba română, mai exact virgule sub ș și ț (care până atunci apăreau în mod greșit drept sedile). Acest proces a putut fi în mare măsură automatizat, astfel încât dacă cineva scrie sau caută cu diacritice greșite, acestea sunt acum corectate automat.

## Legislație

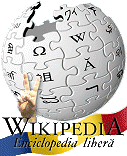
Logotip al Wikipediei în limba română folosit pentru comemorarea revoluției române din 1989.

În ciuda prejudecăților că Wikipedia în limba română ar trebui să se supună dreptului românesc, Fundația Wikimedia nu recunoaște altă legislație decât cea californiană și cea federală a SUA; fundația va da curs oricărei cereri de cooperare judiciară internațională în urma unui mandat judecătoresc recunoscut în statul California. Drepturile de autor românești sunt valabile pe Wikipedia deoarece ele sunt recunoscute ca urmare a tratatelor internaționale la care SUA este parte—sigur, ele sunt recunoscute în măsura în care legislația SUA le recunoaște, iar asta poate avea unele diferențe, în plus sau în minus, față de legislația în vigoare în România. Argumentul că Wikipedia în limba amhară ar fi supusă legislației Etiopiei s-a dovedit invalid; un administrator care a preferat legile Etiopiei (care condamnă homosexualitatea) politicilor Fundației Wikimedia (care interzic discriminarea homosexualilor) a fost blocat în mod permanent pe toate serverele Wikipediilor. Fundația nu recunoaște legile etiopiene și nu se supune lor. În mod similar, Wikipedia în limba persană nu se supune legislației Iranului, Wikipedia în limba chineză nu se supune legislației Chinei, iar Wikipedia în limba română nu se supune legislației României.
Wikipedia este proprietatea privată a Fundației Wikimedia.

## Cronologie
- octombrie 2003: 250 de articole
- 7 aprilie 2004: 5.000 de articole[11]

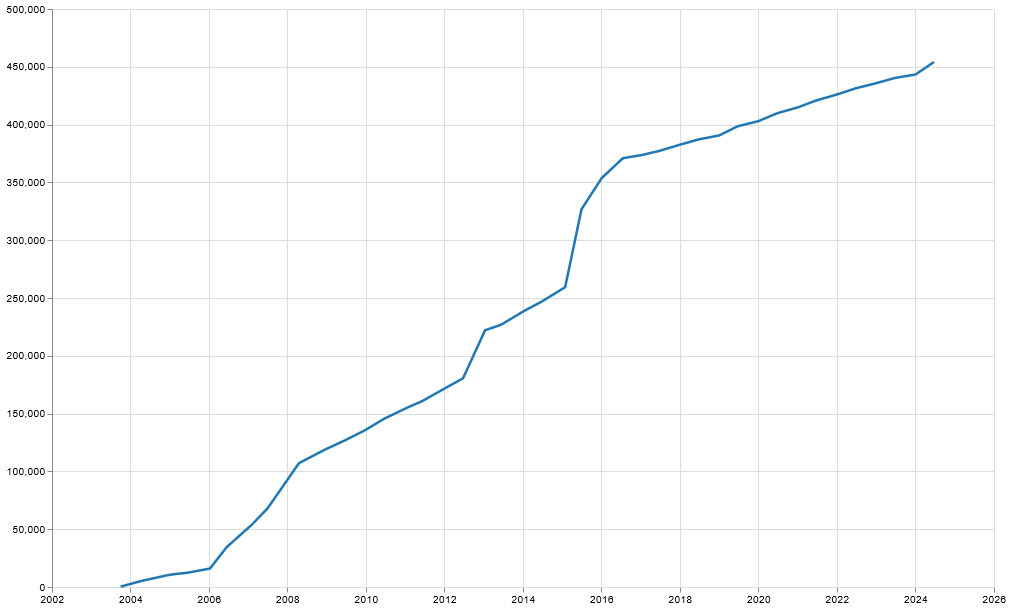
Numărul de articole pe Wikipedia în română de-a lungul timpului.

- 12 decembrie 2004: 10.000 de articole cu articolul Opera poetică a lui Mihai Eminescu[12]
- 5 ianuarie 2007: 50.000 de articole cu articolul Peștera Urșilor[13]
- 11 ianuarie 2008: 100.000 de articole cu articolul Dawlish, oraș englez[14]
- 21 mai 2009: 125.000 de articole cu articolul Capul Horn[15]
- 13 septembrie 2010: 150.000 de articole[16]
- 5 august 2012: 200.000 de articole cu articolul Bătălia de la Râul Vorskla[17]
- 25 iulie 2014: 250.000 de articole cu articolul Pieridae[18]
- 13 aprilie 2015: 300.000 de articole cu articolul NGC 2867
- 2 septembrie 2015: 350.000 de articole
- 18 septembrie 2015: 10.000.000 de editări[19]
- 14 august 2019: 400.000 de articole cu articolul Emil Coșeru
- 29 iunie 2022: 15.000.000 de editări[20]
- 15 mai 2024: 450.000 de articole cu articolul Finala Cupei României 2023
- 27 octombrie 2024: 500.000 de articole cu articolul Ulug Beg

Ref.

## Galerie

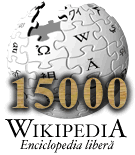
Logotip al Wikipediei în limba română, afișat la celebrarea a 15.000 de articole.
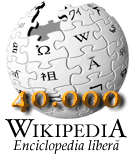
Logotipul Wikipediei în limba română cu ocazia atingerii pragului de 40.000 de articole.
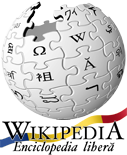
Sigla Wikipediei în limba română folosită de Ziua Națională a României, pe 1 decembrie, și respectiv de Ziua Națională a Republicii Moldova, pe 27 august, în fiecare an.
Sigla Wikipediei în limba română folosită în ziua de Crăciun, pe 25 decembrie